# Philip McRae
Philip Christopher "Phil" McRae, född 15 mars 1990, är en amerikansk professionell ishockeyspelare som tillhör NHL-organisationen St. Louis Blues och spelar för deras primära samarbetspartner Chicago Wolves i American Hockey League (AHL). Han har tidigare spelat på lägre nivåer för Peoria Rivermen i AHL, Tappara och Esbo Blues i Liiga och London Knights och Plymouth Whalers i Ontario Hockey League (OHL).
McRae draftades i andra rundan i 2008 års draft av St. Louis Blues som 33:e spelare totalt.
Han är son till den före detta slagskämpen Basil McRae som drog på sig 2 453 utvisningsminuter på 16 säsonger i NHL.

## Statistik
| 2005–2006    | U.S. National U17 Team |              | 15  | 1  | 1   | 2   | 0   | —  | —  | —  | —  | —  |
|              | U.S. National U18 Team | NAHL         | 33  | 8  | 8   | 16  | 9   | 10 | 1  | 2  | 3  | 2  |
| 2006–2007    | London Knights         | OHL          | 63  | 2  | 8   | 10  | 27  | 16 | 0  | 0  | 0  | 6  |
| 2007–2008    | London Knights         | OHL          | 66  | 18 | 28  | 46  | 61  | 4  | 0  | 0  | 0  | 7  |
| 2008–2009    | London Knights         | OHL          | 59  | 29 | 31  | 60  | 54  | 14 | 5  | 5  | 10 | 12 |
| 2009–2010    | London Knights         | OHL          | 33  | 11 | 26  | 37  | 43  | —  | —  | —  | —  | —  |
|              | Plymouth Whalers       | OHL          | 19  | 5  | 9   | 14  | 21  | 9  | 6  | 9  | 15 | 11 |
| 2010–2011    | St. Louis Blues        | NHL          | 15  | 1  | 2   | 3   | 2   | —  | —  | —  | —  | —  |
|              | Peoria Rivermen        | AHL          | 46  | 12 | 14  | 26  | 23  | —  | —  | —  | —  | —  |
| 2011–2012    | Peoria Rivermen        | AHL          | 71  | 23 | 16  | 39  | 26  | —  | —  | —  | —  | —  |
| 2012–2013    | Peoria Rivermen        | AHL          | 45  | 7  | 11  | 18  | 19  | —  | —  | —  | —  | —  |
| 2013–2014    | Tappara                | Liiga        | 8   | 0  | 1   | 1   | 2   | —  | —  | —  | —  | —  |
|              | Esbo Blues             | Liiga        | 45  | 8  | 12  | 20  | 12  | 7  | 3  | 1  | 4  | 2  |
| NHL totalt   | NHL totalt             | NHL totalt   | 15  | 1  | 2   | 3   | 2   | —  | —  | —  | —  | —  |
| AHL totalt   | AHL totalt             | AHL totalt   | 162 | 42 | 41  | 83  | 68  | —  | —  | —  | —  | —  |
| Liiga totalt | Liiga totalt           | Liiga totalt | 53  | 8  | 13  | 21  | 14  | 7  | 3  | 1  | 4  | 2  |
| OHL totalt   | OHL totalt             | OHL totalt   | 240 | 65 | 102 | 167 | 206 | 43 | 11 | 14 | 25 | 36 |